# Geron fuscipes
Geron fuscipes är en tvåvingeart som först beskrevs av Hesse 1938.  Geron fuscipes ingår i släktet Geron och familjen svävflugor. Inga underarter finns listade i Catalogue of Life.